# 川越競馬場前駅
川越競馬場前駅（かわごえけいばじょうまええき）は、埼玉県川越市旭町（当時は新宿）にあった西武鉄道（初代）川越線（現在の西武新宿線）の駅。
南大塚 - 本川越間に存在し、競馬の開催期間のみ営業する臨時駅であった。

## 概要
2020年時点で埼玉県内に所在する競馬場は浦和競馬場のみであるが、戦前は浦和にはなく、秩父・熊谷・大宮などに存在した。ただし同時に存在したのではなく、地方競馬規則の別表で埼玉県の競馬場は2か所までと制限をかけられていたために、たびたび改廃が繰り返され場所を転々としていたものである。その中で存在したのが川越競馬場で、これも1931年（昭和6年）に一時廃止になったものを主催と開催場所を変えて1933年（昭和8年）に再開したものであった。
この競馬場の観客動員は非常に大きく、開催期間中には市内の旅館が満室になるほどであった。このため旧西武鉄道では競馬場のすぐ近くを、後に新宿線の一部となる川越線が走っていたことから、1933年11月10日に観客向けの臨時駅を設けることにした。ただし本来予定していた場所に火薬庫が存在したため、当初予定より200m近く川越（現在の本川越）寄り、川越起点1.66kmの地点に開設された。当時の新聞には、新駅が設置され高田馬場駅からの往復切符が1円であること、省線からの連絡切符も販売されること、競馬開催日に列車が増発されることを謳った広告が掲載された。
駅の構造は明らかでないが、申請書に一切線路工事について触れず簡易な設備をもって開設する旨が書かれており、仮設ホーム1本のみの棒線駅であったとされる。当時の競馬は年2回まで、会期は各4日までと定められており、当駅はその期間のみ営業した。会期は現在のように毎年定まってはおらず、開催日が決定される都度営業期間を定めていた。
1937年（昭和12年）5月25日には、設置当時に邪魔となっていた火薬庫が取り壊されたため、当初計画していた場所、川越起点1.84kmの地点に移転した。
当駅の廃駅年月日については、公文書にも記録が残っておらず不明であるが、輸送対象である川越競馬場の廃止後であるとみられる。川越競馬場の廃止時期については『埼玉県競馬史』では1937年としており、同年6月29日付の『報知新聞』埼玉版では県内の競馬場について、競馬場の収益を陰で支えていた馬券の複数枚販売（当時は違法）が警察の厳しい取り締まりにより不可能となって財政難となっていることと、取り締まりを煙たがったファンが離れ始めたことを取り上げ、当競馬場についても「収支償なはず、川越競馬場は中止」として廃止とも解釈できる表現を交えた記事を掲載している。だが、実際には翌1938年（昭和13年）3月10日付の競馬小型印（競馬場内の仮設郵便局で使用される記念の消印）が存在し、翌年も引き続き開催されたことが確認されている。前述の西武鉄道による新聞広告も1939年（昭和14年）3月2日から5日の開催に合わせてに再度掲載され、急行が運転されることも記載されている。
しかし、1939年（昭和14年）に施行された軍馬資源保護法によって競馬が「軍用保護馬鍛錬競走」と位置づけられ、開催地を北海道以外は1府県1か所とされて大幅に統制を受けるようになった際、埼玉県では大宮競馬場を開催地として選んでいるため、少なくともこの時期までには川越競馬場そのものが廃止され、当駅も同時に廃止されたとされる。
なお、埼玉県内の各種統計をまとめた『埼玉県統計書』の昭和13年版では、「鉄道旅客貨物及賃金」の項目に川越競馬場前駅が記載されている。これによれば、年間の乗車人数が13,132人、降車人数は13,002人、旅客運賃収入は1,755円であった。

## 歴史
- 1933年（昭和8年）11月10日：川越競馬場観客輸送用の仮駅として開業。
- 1937年（昭和12年）5月25日：南大塚寄りに移転。
- 1939年（昭和14年）頃：川越競馬場廃止により使用停止され事実上廃駅。

## 隣の駅
西武鉄道
■川越線（1939年現在）
南大塚駅 - 川越競馬場前駅（臨） - 川越駅

## 廃駅後の状況
元々が簡易な設備の駅であり、さらに戦後に複線化工事を受けていることから痕跡は全く残されていない。